# Gosport (Indiana)
Gosport is een plaats (town) in de Amerikaanse staat Indiana, en valt bestuurlijk gezien onder Owen County.

## Demografie
Bij de volkstelling in 2000 werd het aantal inwoners vastgesteld op 715.
In 2006 is het aantal inwoners door het United States Census Bureau geschat op 740, een stijging van 25 (3,5%).

## Geografie
Volgens het United States Census Bureau beslaat de plaats een oppervlakte van
1,0 km², geheel bestaande uit land. Gosport ligt op ongeveer 178 m boven zeeniveau.

## Plaatsen in de nabije omgeving
De onderstaande figuur toont nabijgelegen plaatsen in een straal van 24 km rond Gosport.